# Urotrichus
Urotrichus — рід кротових, який містить один живий вид — Urotrichus talpoides. Відомі також два викопних види (Urotrichus dolichochir і Urotrichus giganteus).
Urotrichus talpoides також відомий з пізнього плейстоцену Японії, тоді як U. giganteus відомий з міоцену Австрії, U. dolichochir з міоцену Німеччини, Польщі та Словаччини, а неідентифікований вид — з міоцену Греції. Рід може походити від структурно схожого міоценового виду Tenuibrachiatum storchi, який має такі спільні риси, як тонка плечова кістка та відсутність нижнього різця.